# Stopping the Show
Stopping the Show é um curta-metragem animado produzido pela Fleischer Studios em 1932, dirigido por Dave Fleischer e protagonizado pela personagem Betty Boop. Embora não seja a primeira aparição da mesma, é o primeiro curta a ser creditado como "Um Cartum Betty Boop".

## Sinopse
Betty Boop aparece no palco em um teatro de vaudeville. Seu ato consiste em imitações de cantores da vida real, incluindo Helen Kane, Fanny Brice e Maurice Chevalier. O público se entusiasma e aplaude.